# G7 del 2015
Il 41º vertice del G7 si è svolto nel resort Schloss Elmau all'interno del territorio del comune di Krün in Germania il 7 e l'8 giugno 2015. La riunione è stata guidata dalla Cancelliera tedesca Angela Merkel. Nel marzo del 2014 i membri del G7 dichiararono che al momento non era possibile un significativo confronto con la Russia nel contesto del G8. Per la seconda volta consecutiva dopo il vertice straordinario di Bruxelles il vertice si è tenuto quindi nel formato G7.

## Scelta della sede

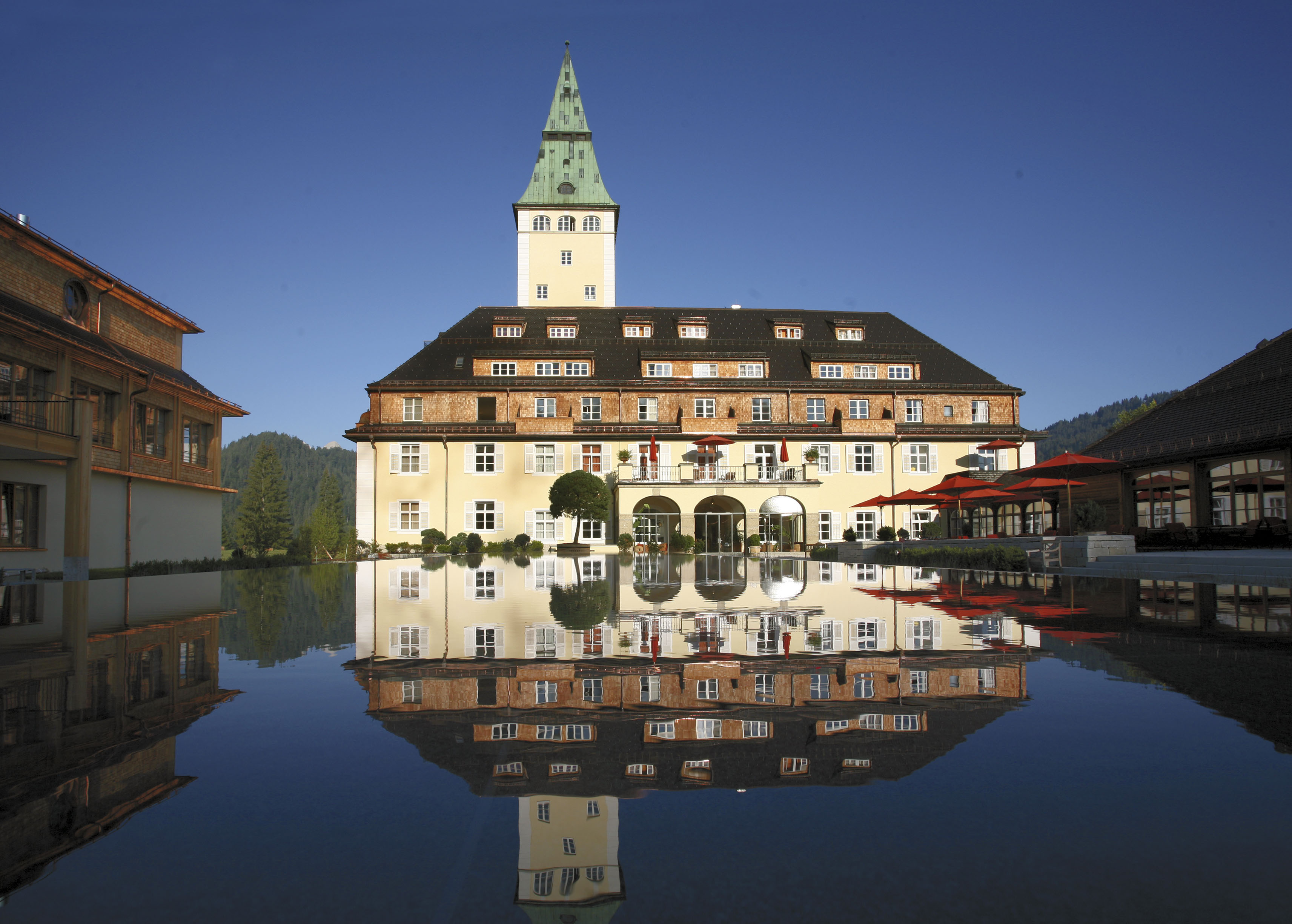
Il castello di Schloss Elmau, sede del vertice

Il 23 gennaio 2014 la cancelliera Angela Merkel comunicò ai giornalisti la scelta di Schloss Elmau in Baviera come sede del vertice, allora previsto nel formato G8. Il proprietario del resort Dietmar Müller-Elmau dichiarò che la Merkel avesse scelto il luogo perché riteneva che fosse il posto perfetto per dare al mondo un'immagine nuova e diversa della Germania. La scelta ha ricevuto anche delle critiche poiché circondata da fitti boschi e picchi alpini difficili da controllare che avrebbero costretto gli organizzatori a costruire diverse infrastrutture di sicurezza molto costose appositamente per il G7 facendo lievitare i costi dell'evento.

## Partecipanti

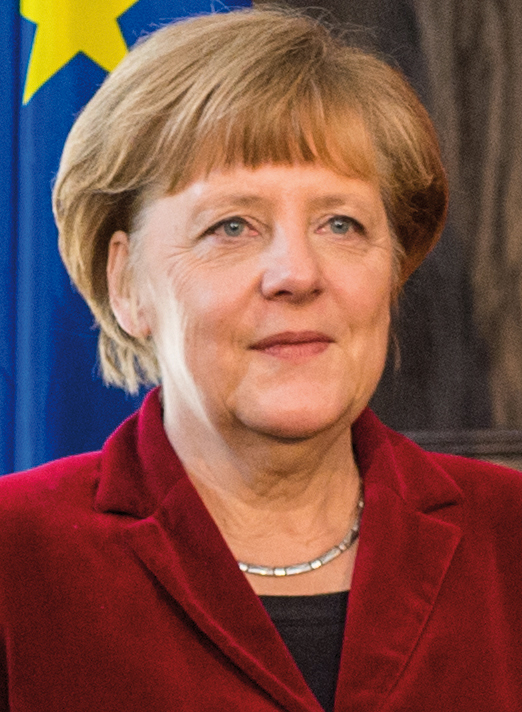
DEU Angela Merkel, Cancelliera
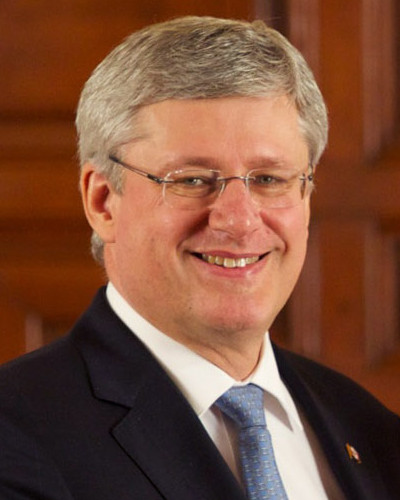
CAN Stephen Harper, Primo ministro
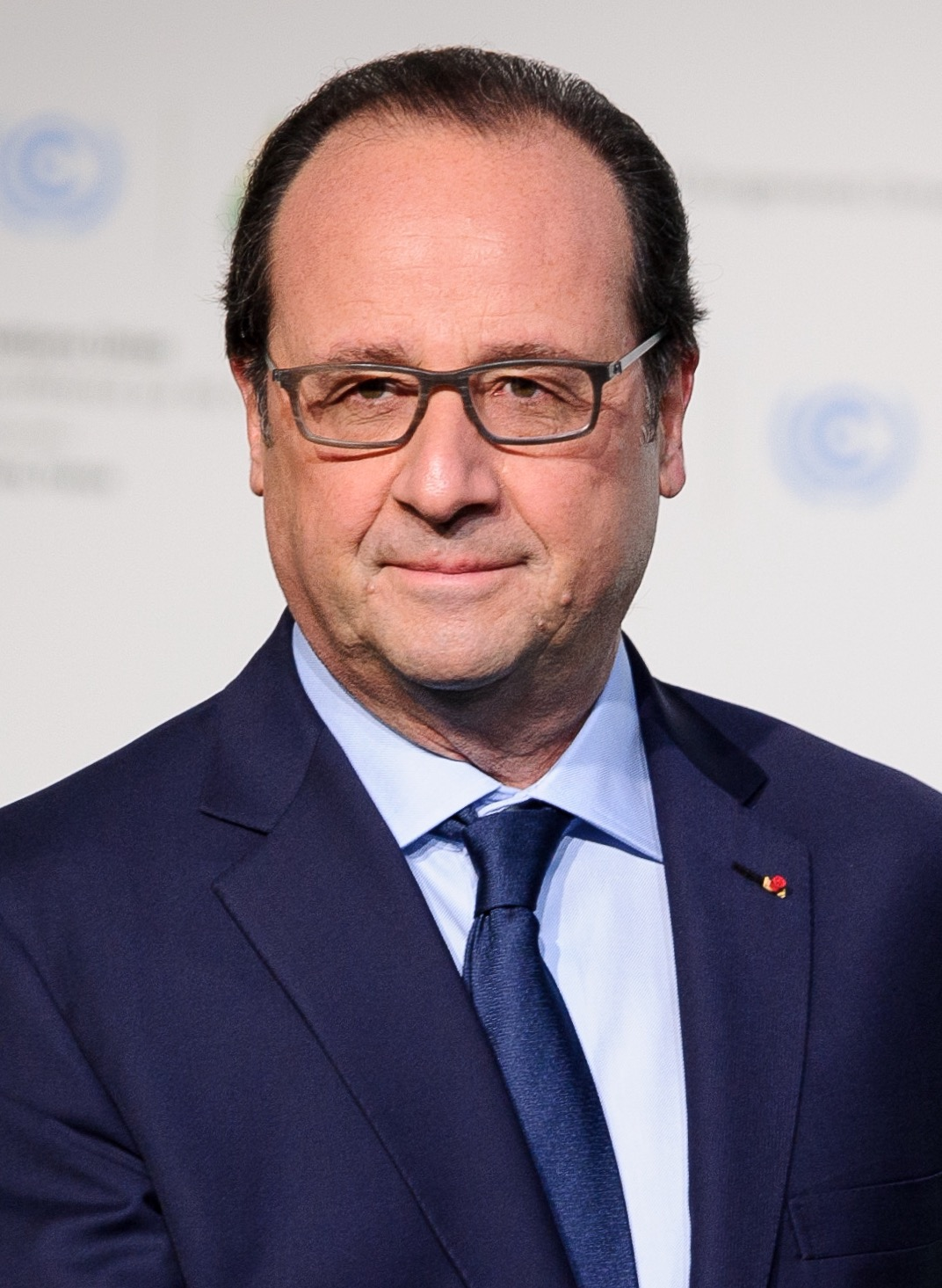
FRA François Hollande, Presidente
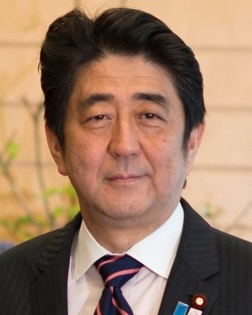
JPN Shinzō Abe, Primo ministro
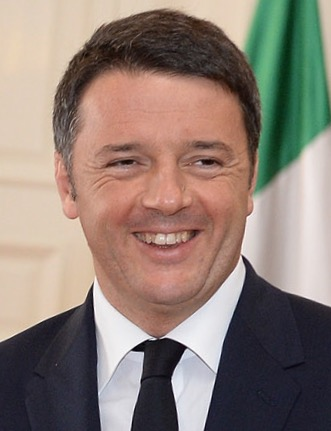
ITA Matteo Renzi, Presidente del Consiglio
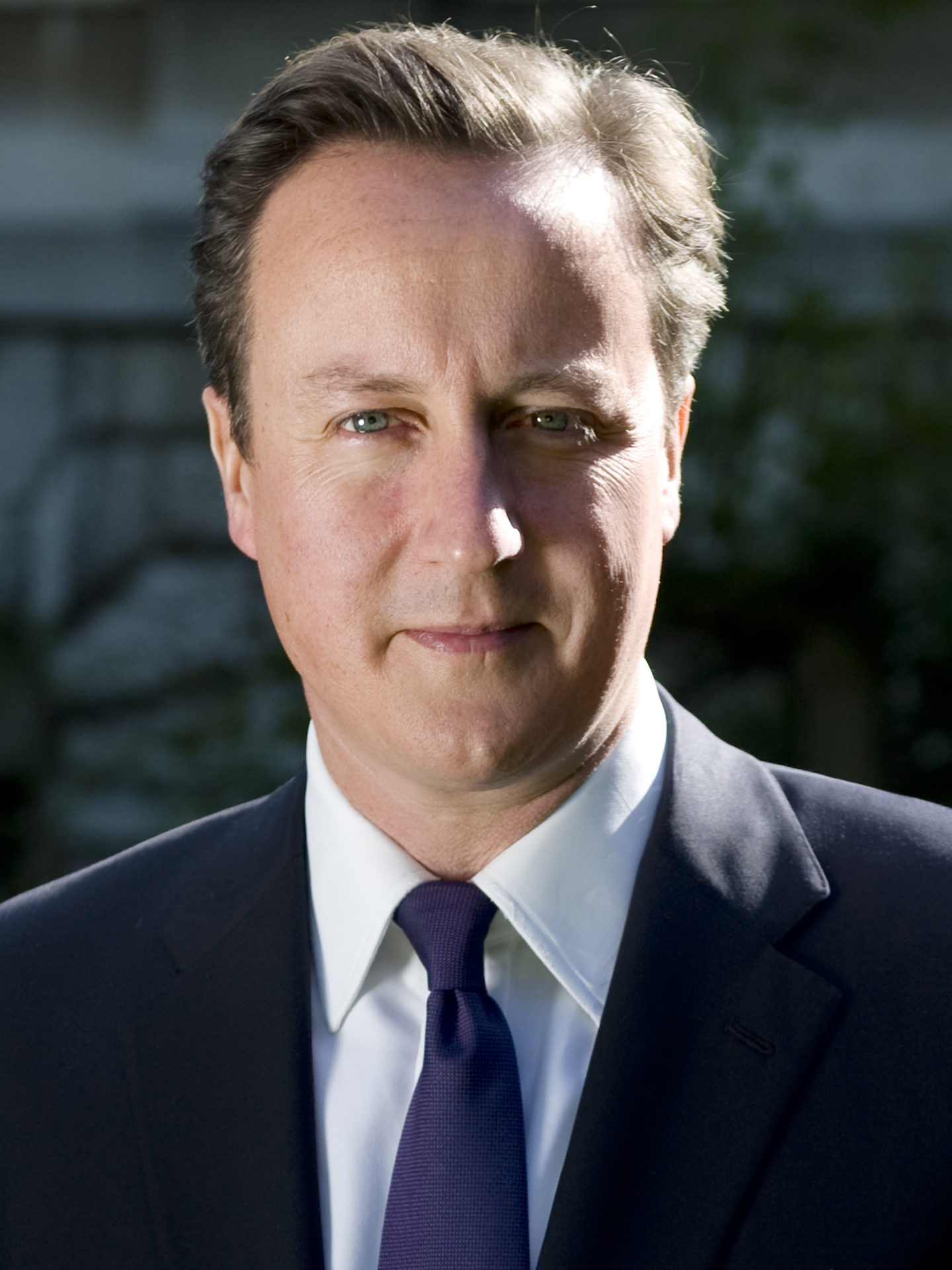
GBR David Cameron, Primo ministro
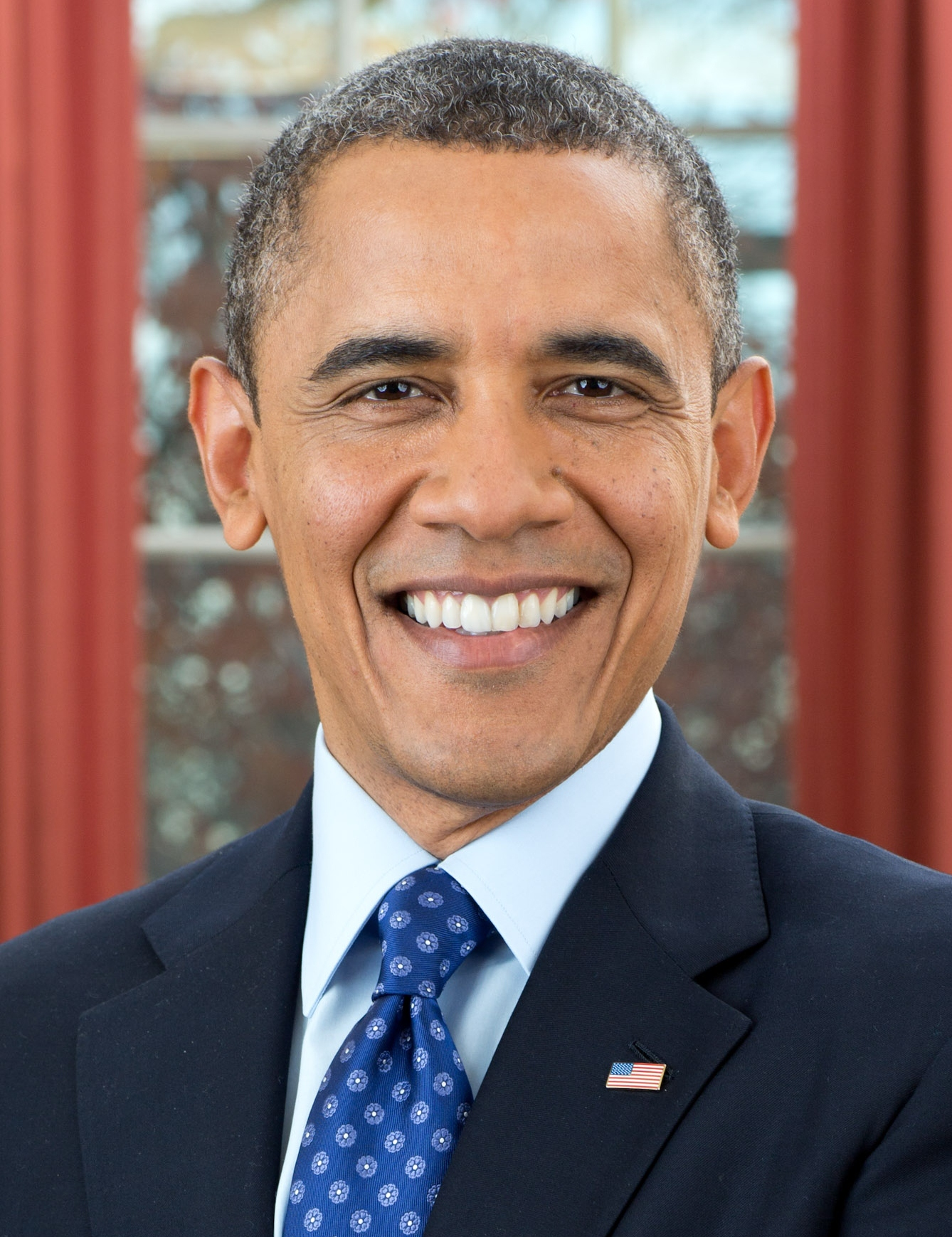
USA Barack Obama, Presidente
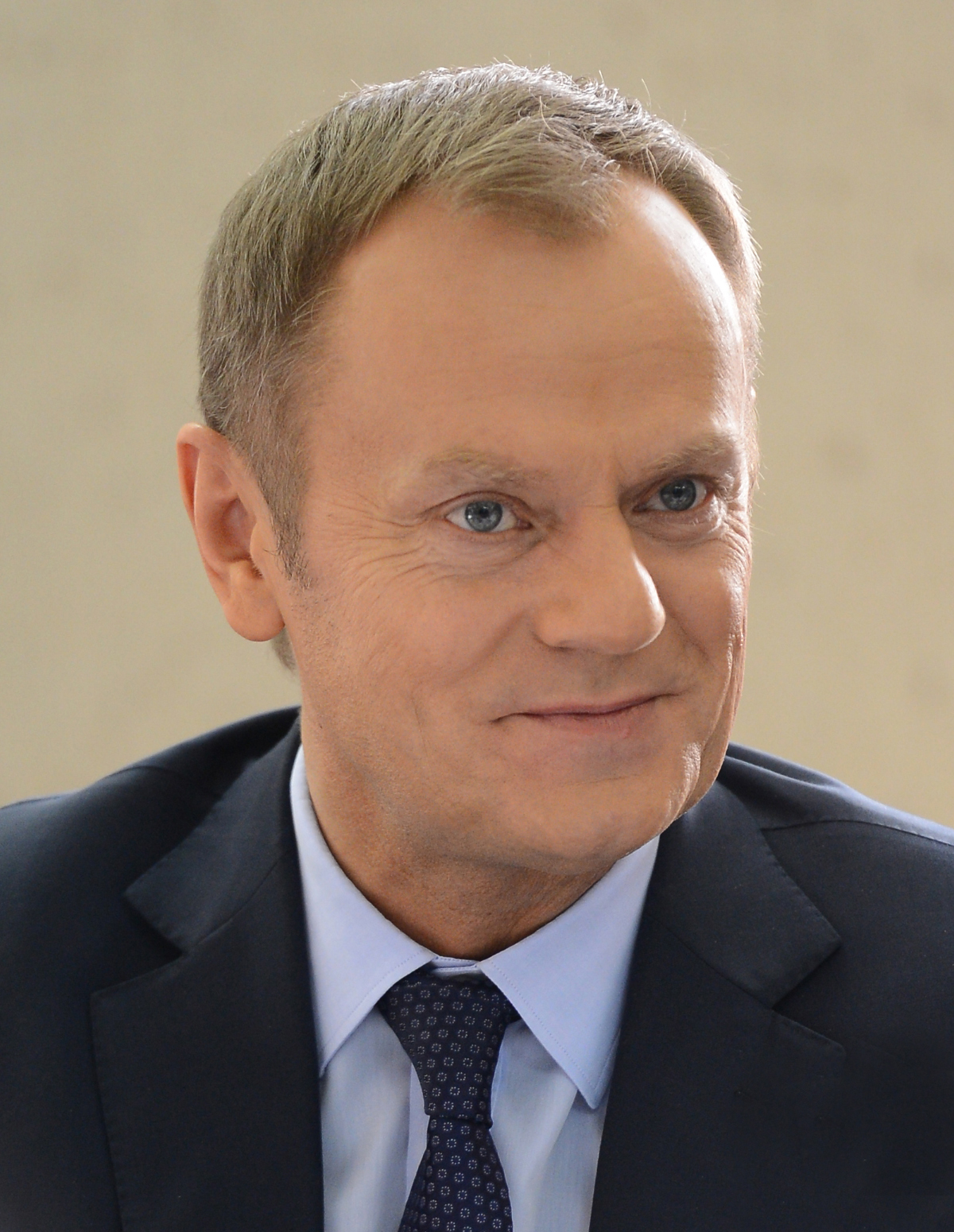
' Donald Tusk, Presidente del Consiglio europeo
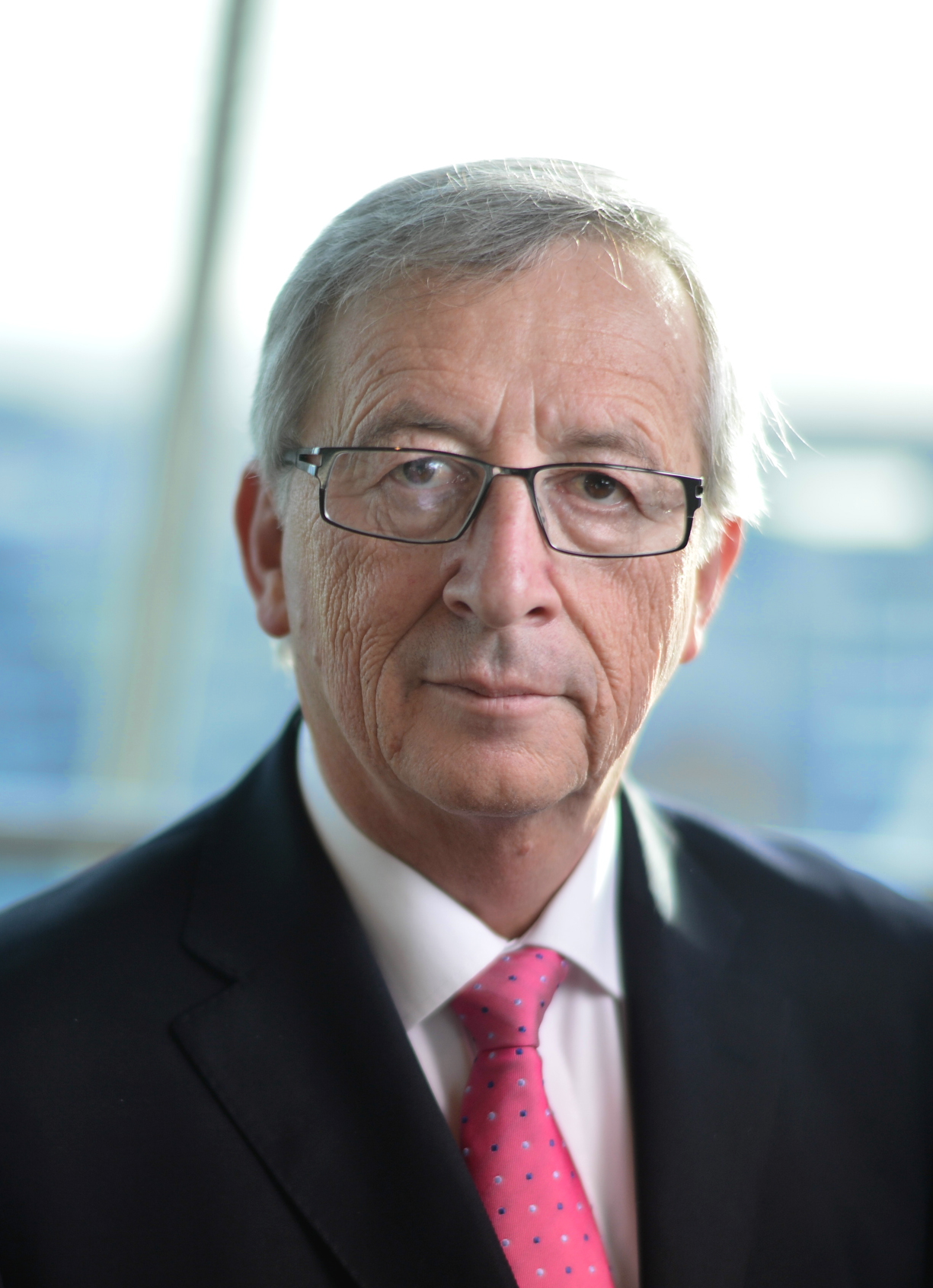
' Jean-Claude Juncker, Presidente della Commissione

- Germania
Angela Merkel, Cancelliera
- Canada
Stephen Harper,
Primo ministro
- Francia
François Hollande, Presidente
- Giappone
Shinzō Abe,
Primo ministro
- Italia
Matteo Renzi,
Presidente del Consiglio
- Regno Unito
David Cameron,
Primo ministro
- Stati Uniti
Barack Obama, Presidente
- Unione europea
Donald Tusk, Presidente del Consiglio europeo
- Unione europea
Jean-Claude Juncker, Presidente della Commissione

## Leader invitati
Ospiti dell'incontro di sensibilizzazione del G7:

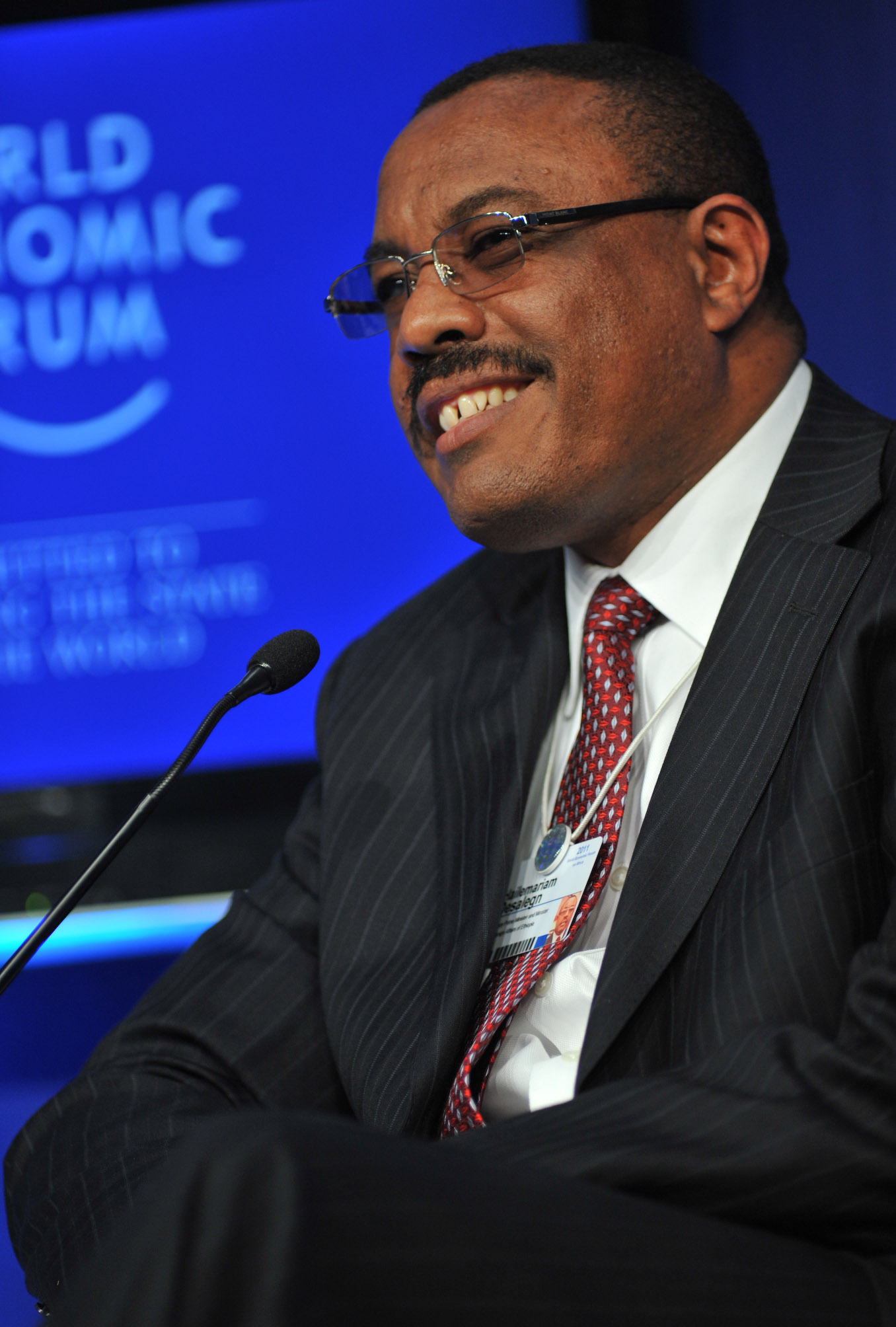
Etiopia Haile Mariam Desalegn, Primo ministro
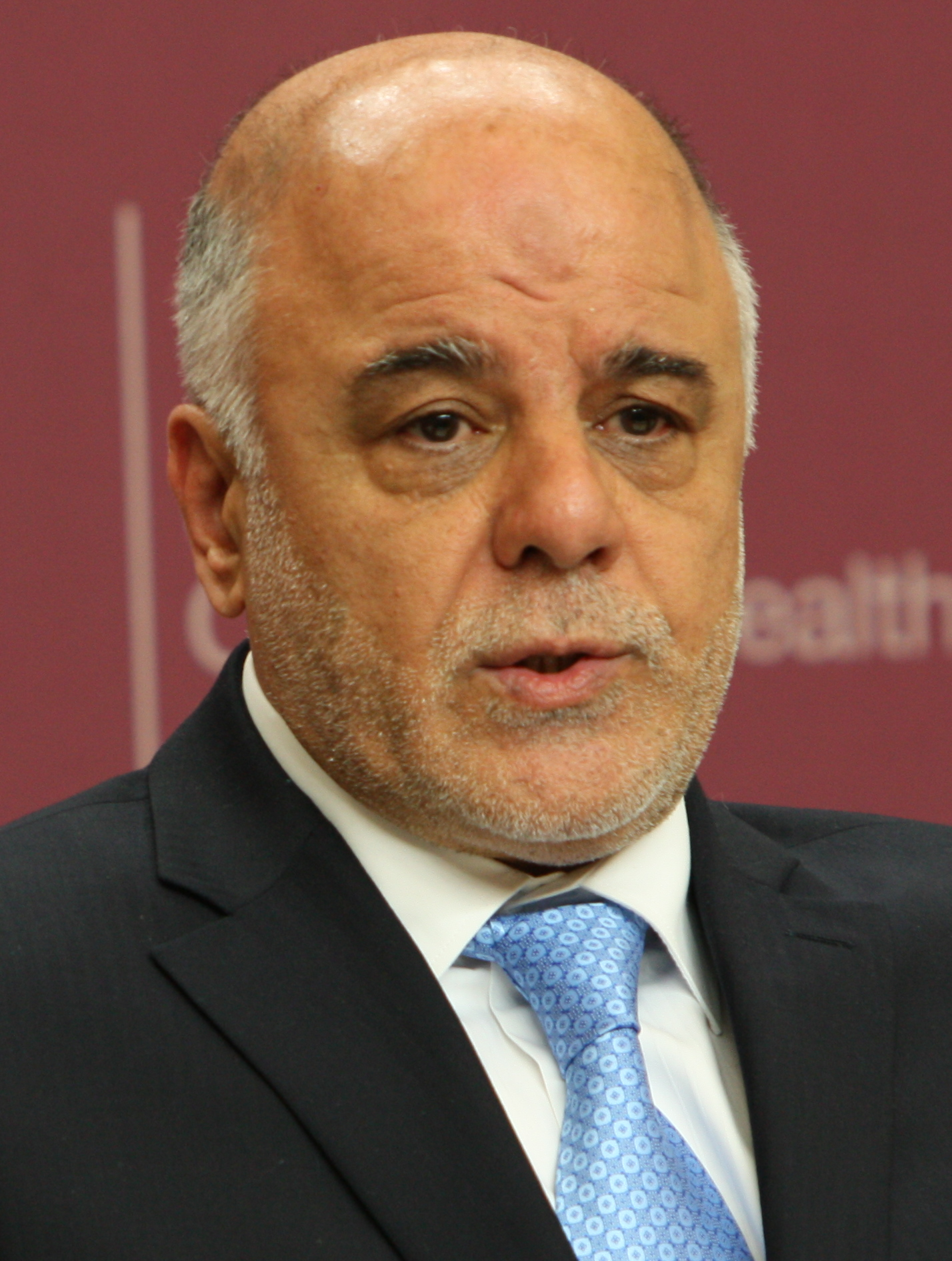
Iraq Haider al-Abadi, Primo ministro
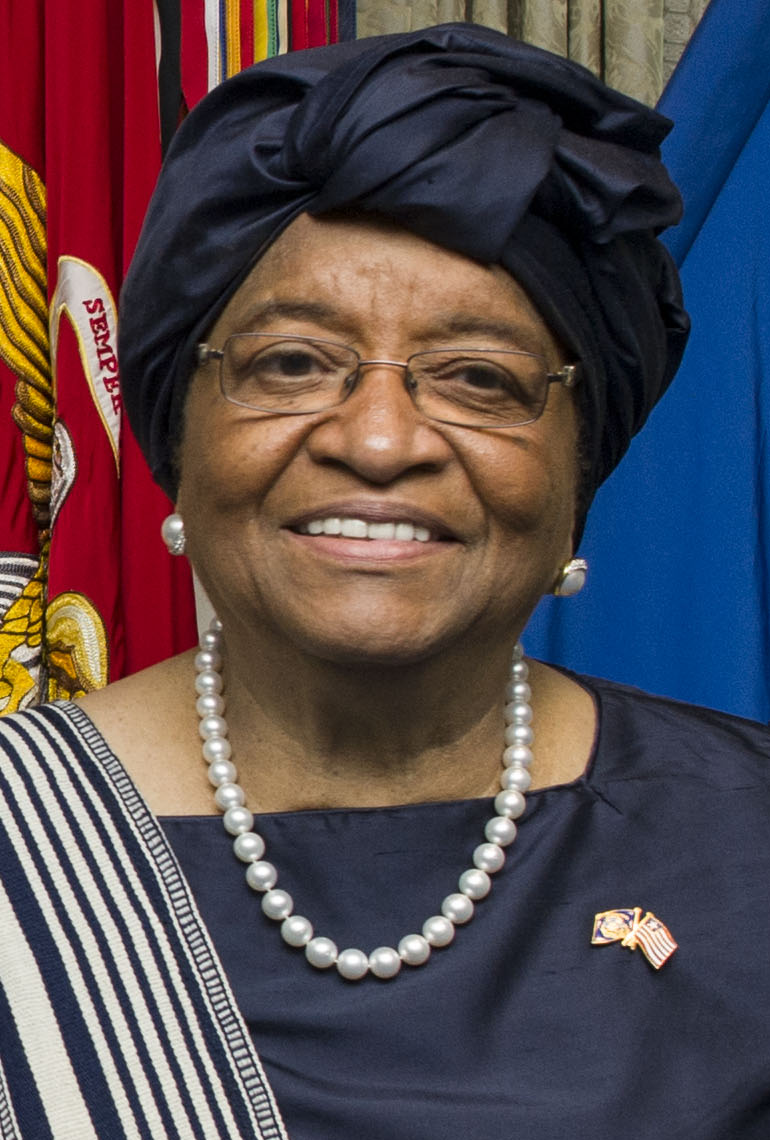
Liberia Ellen Johnson Sirleaf, Presidente
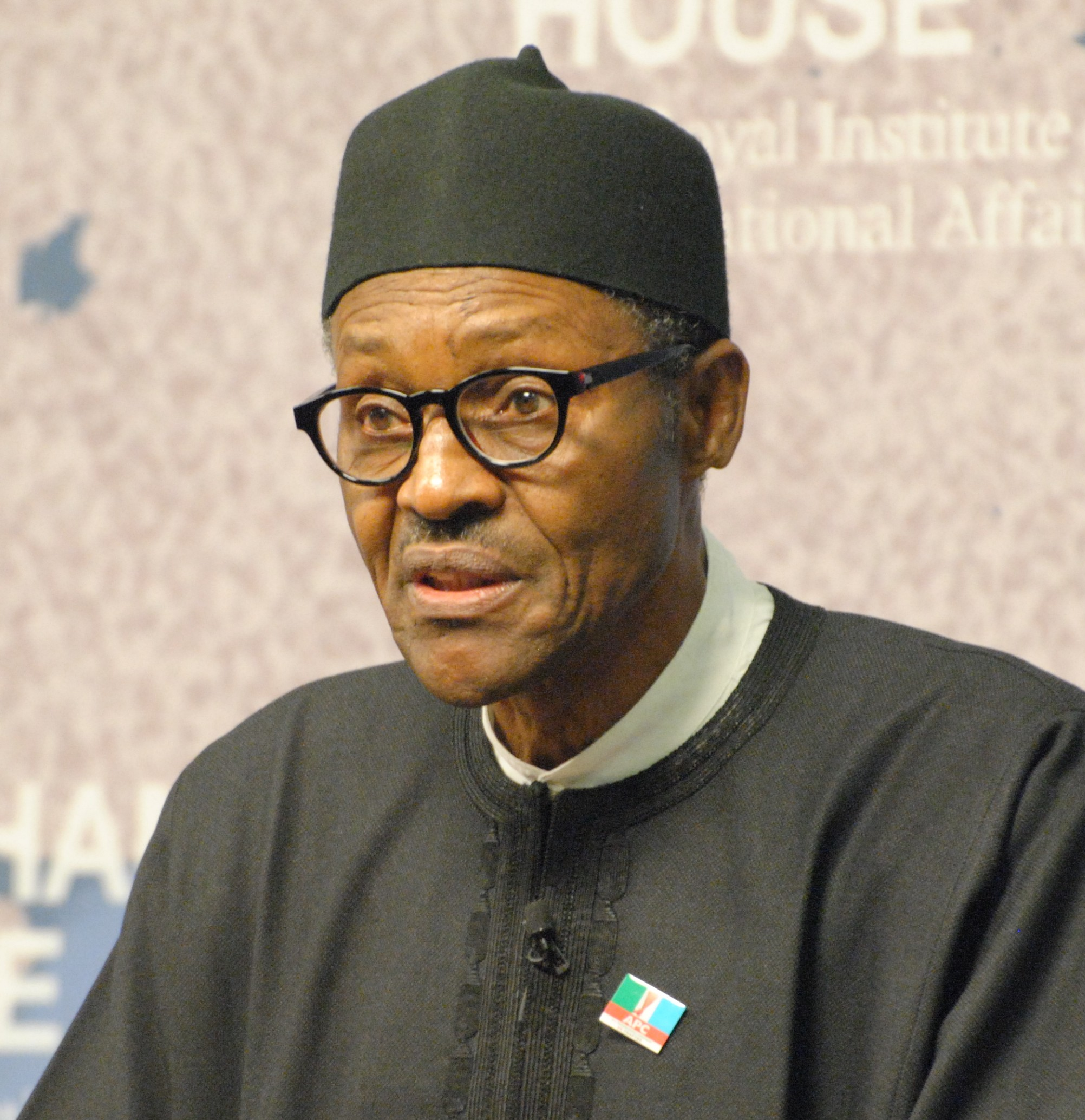
Nigeria Muhammadu Buhari, Presidente
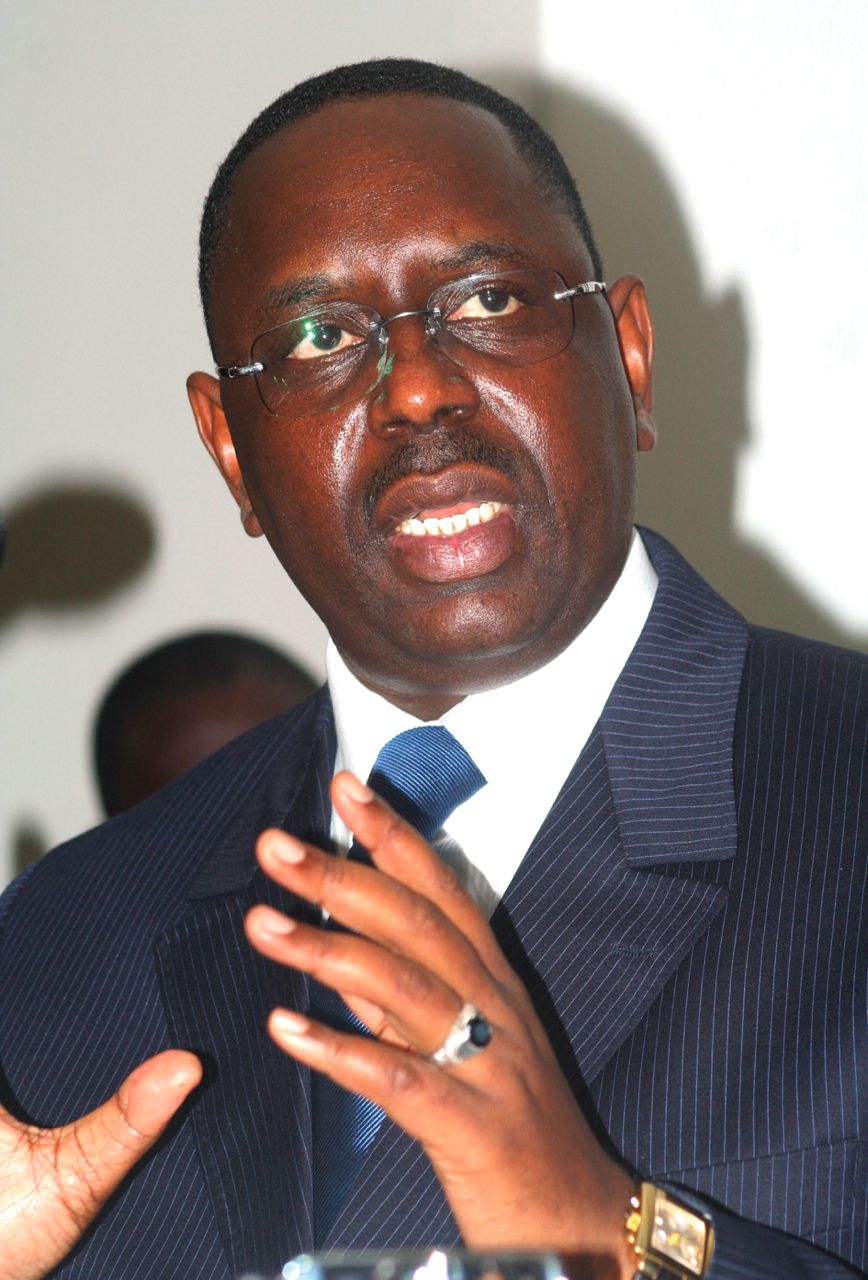
Senegal Macky Sall, Presidente
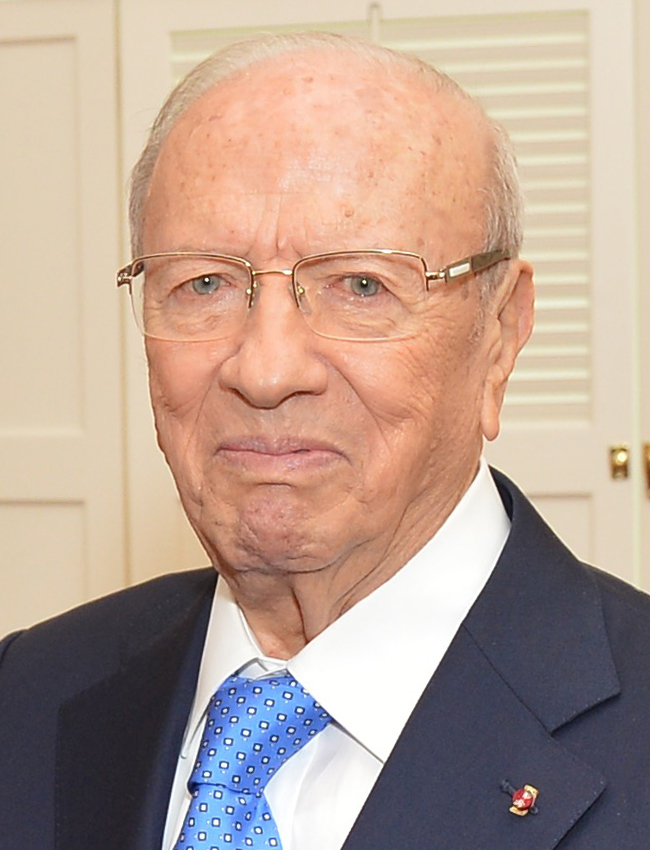
Tunisia Beji Caid Essebsi, Presidente
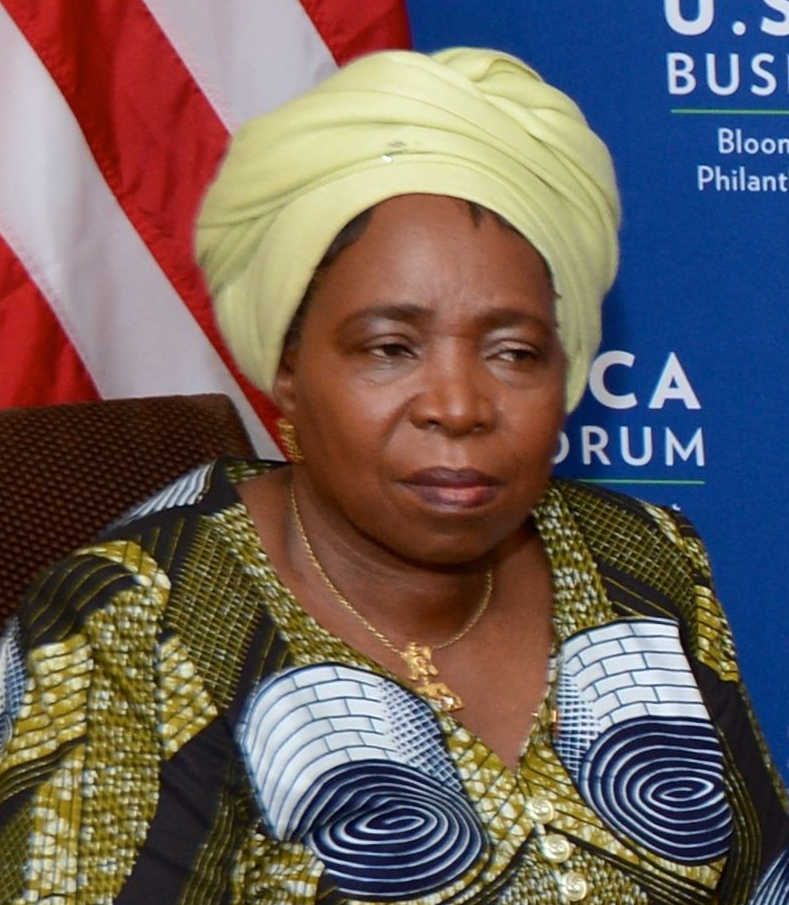
Unione Africana Nkosazana Dlamini-Zuma, Presidente della Commissione
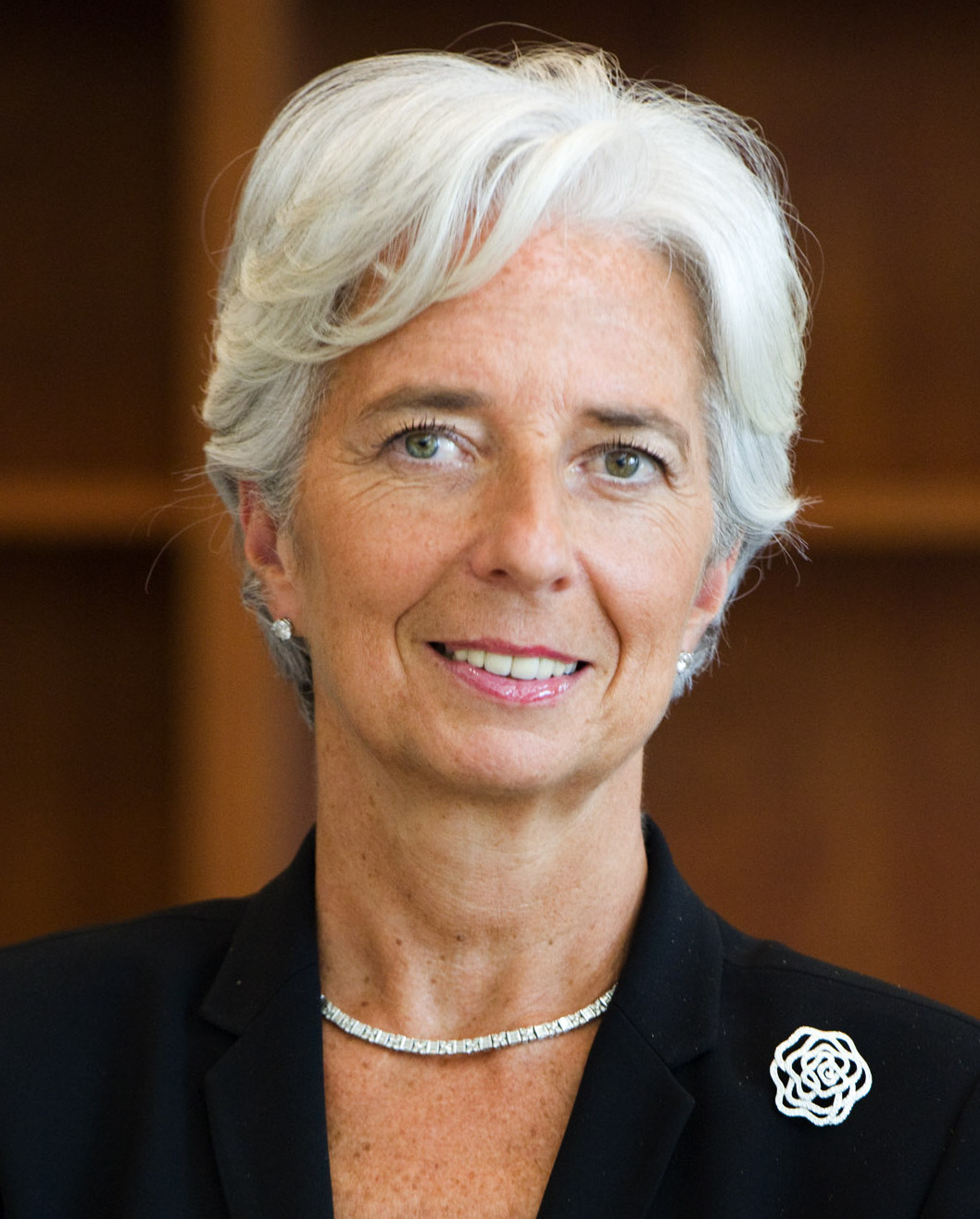
Fondo Monetario Internazionale Christine Lagarde, Direttore Operativo
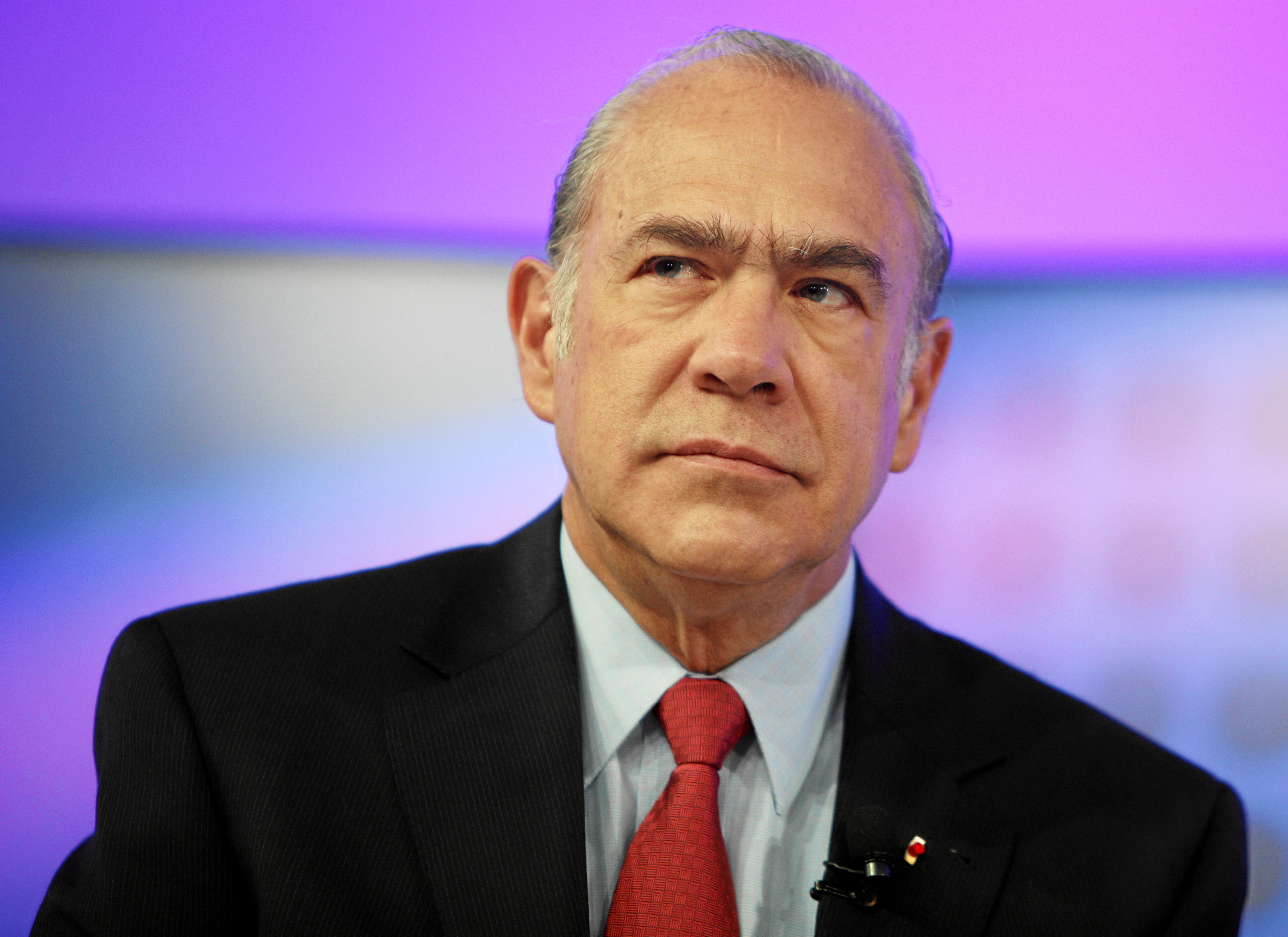
OCSE Ángel Gurría, Segretario generale
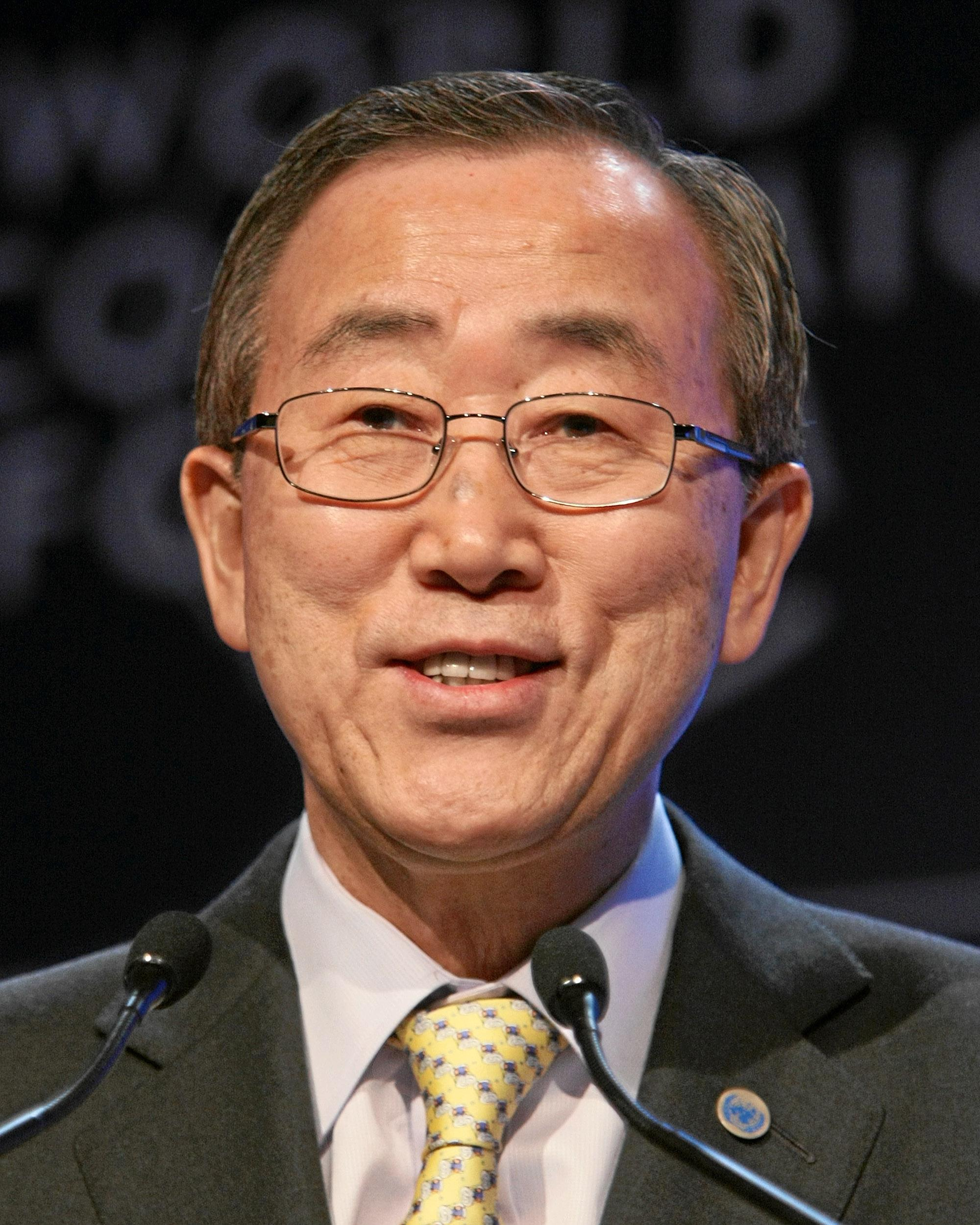
Nazioni Unite Ban Ki-moon, Segretario generale
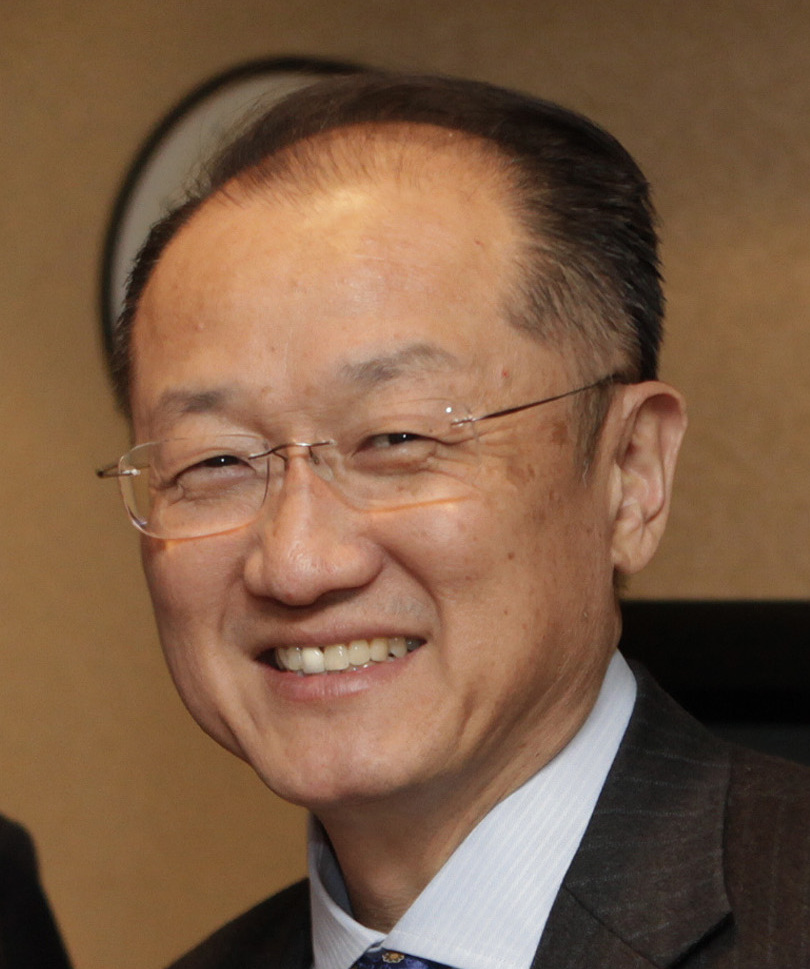
Banca Mondiale Jim Yong Kim, Presidente

## Agenda
I principali temi trattati nel G7 sono stati:

### Economia globale
Per quanto riguarda il sistema commerciale internazionale, il G7 ha ribadito un forte impegno contro ogni forma di protezionismo. A questo proposito, il G7 ha incoraggiato la conclusione e la ratifica di accordi multilaterali, bilaterali e regionali di libero scambio tra cui il Partenariato Trans-Pacifico (TPP), l'accordo di Partnership Economica Giappone-Unione Europea e soprattutto il controverso Partenariato
transatlantico sul commercio e gli investimenti  (TTIP) per cui gli Stati si sono impegnati ad arrivare ad una conclusione preferibilmente entro l'anno.

Il G7 ha inoltre rinnovato l'impegno a giungere a tassi di crescita più elevati e su base più inclusiva attraverso la risoluzione dei principali problemi dell'economia degli Stati membri che il summit ha identificato nella bassa attività di investimento, negli alti livelli di indebitamento pubblico e privato, nelle tensioni geopolitiche e nella volatilità sui mercati finanziari.

### Politica estera
Il G7 ha affrontato la questione del conflitto in Ucraina, ribadendo la condanna per l'annessione illegale della Crimea da parte della Russia e si è detto pronto a varare nuove sanzioni economiche e misure restrittive nei suoi confronti, se le sue azioni lo rendessero necessario.

Il vertice si è occupato inoltre della situazione della Libia, esprimendo sostegno ai negoziati condotti dall'inviato dell'ONU Bernardino León, per la formazione di un governo di accordo nazionale e assumendo l'impegno a fornire un importante sostegno per la costruzione di istituzioni statali efficienti nel Paese, per il ripristino dei servizi pubblici e delle infrastrutture essenziali e per liberare il paese da reti terroristiche e criminali. I Paesi membri hanno condiviso infine la necessità di incrementare gli sforzi per il contrasto al traffico dei migranti, definito senza precedenti..

### Clima
Un altro importante accordo raggiunto nel vertice ha riguardato la salvaguardia del clima del pianeta. Su impulso della presidenza tedesca e di Angela Merkel nel documento finale del G7 è stato inserito il proposito di contenere l'aumento della temperatura media del pianeta al di sotto dei 2 °C rispetto all'era preindustriale attraverso una drastica riduzione delle emissioni di anidride carbonica in tutto il mondo e l'impegno a sviluppare e diffondere nuove tecnologie capaci di trasformare il settore energetico entro il 2050. Alcuni opinionisti hanno tuttavia rilevato l'inefficacia di tale accordo nel contesto del G7 vista la non partecipazione dei principali Stati emergenti come India, Cina e Brasile, responsabili di gran parte delle emissioni inquinanti.

## Altri summit nell'ambito del G7

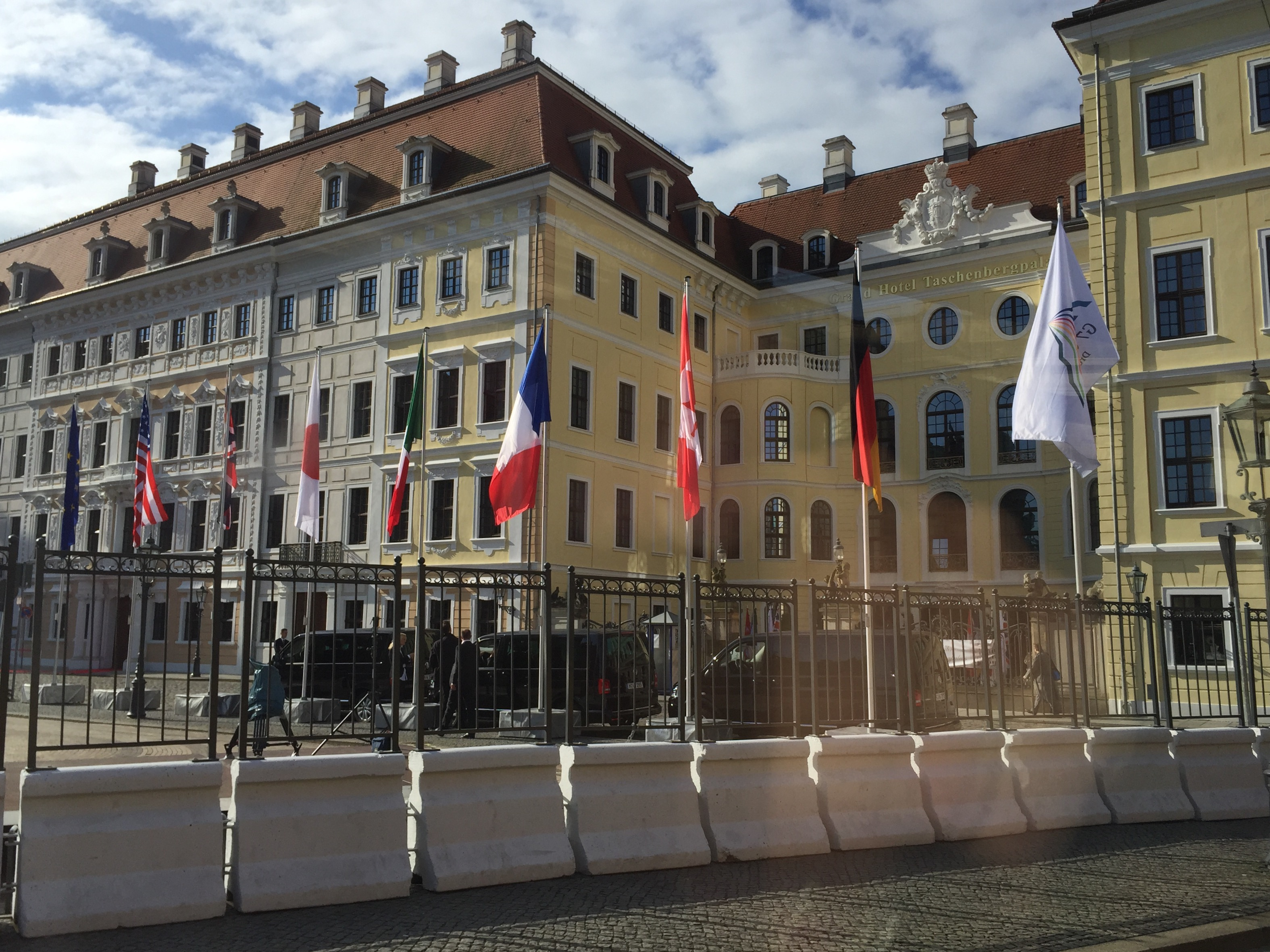
La sede del vertice dei ministri delle finanze a Dresda

| Data              | Città ospitante | Summit                                             |
| ----------------- | --------------- | -------------------------------------------------- |
| 14-15 aprile 2015 | Lubecca         | G7 Ministri degli Esteri                           |
| 11-12 maggio 2015 | Amburgo         | G7 Ministri dell'Energia                           |
| 27-29 maggio 2015 | Dresda          | G7 Ministri delle Finanze                          |
| 8-9 ottobre 2015  | Berlino         | G7 Ministri della Salute e di Scienza e Tecnologia |